# 奥地利行政区划

奥地利行政区划

奥地利共和国划分为9个州，下设94个县级行政区及2095个市镇。联邦政府、州政府和市镇政府为各级公法机构，而县级行政区是联邦或州政府的派出机构，仅为行政区划单位，但无自治权力。
15个法定城市除了作为市镇外同时拥有县级地位。而首都維也納既是一个市镇外，也是一个法定城市和州。

## 县
县是奥地利的二级行政区划。奥地利全国分为94个县级行政区，其中79个为县，15个为法定城市（德語：Statutarstadt），后者是除了拥有市镇权外还拥有县级政府职权的城市。

## 市镇
市镇（德語：Gemeinde）是奥地利的基层行政区划。